# 金子太亮
金子 太亮（かねこ だいすけ、1982年 - ） は、日本の建築家。

## 来歴
埼玉県行田市出身。2007年に日本大学大学院理工学研究科海洋建築工学専攻を修了後、空間研究所に勤務する。
代表作に鎌倉の長屋「SASU・KE」など。
2006年度日本建築学会設計競技「近代産業遺産を生かしたブラウンフィールド」に入賞。
「サンカク　～木質折板構造がつくりだす森の中の山小屋～」で、第21回木材活用コンクール木材活用賞、集合住宅 [H2138]でGood Design Award2018、「部屋のない住宅」で2005年TEPCOインターカレッジデザイン選手権優秀賞をそれぞれ受賞している。